# 다이아지논
다이아지논(Diazinon)은 무색~어두운 갈색의 액체로서 1952년 스위스의 기업 Ciba-Geigy(이후 노바티스, 신젠타)에 의해 개발된 티오인산 에스터이다. 과거에 상주형의 음식이 없는 건물 공간에서 양좀, 개미, 벼룩을 제하기 위해 사용된 비합성 유기인산 살충제이다. 다이아지논은 1970년대와 1980년대 초에 상당히 많이 사용되었다. 다이아지논의 거주 건물 내 사용은 인간의 건강에 미치는 위험으로 인해 2004년에 금지되었지만 농업용으로는 승인되어 있다.